# Ga đường sắt cao tốc Tả Doanh
Ga Tả Doanh (tiếng Trung: 左營; bính âm: Zuǒyíng) là ga tàu điện ngầm và đường sắt ở Cao Hùng, Đài Loan được phục vụ bởi tàu điện ngầm Cao Hùng, Đường sắt cao tốc Đài Loan và Cục Đường sắt Đài Loan, nơi được gọi là Tân Tả Doanh (tiếng Trung: 新左營; nghĩa đen 'Tả Doanh Mới'). Trạm được phục vụ bởi các dịch vụ chuyển phát nhanh HSR nhanh nhất trong chuỗi 1.

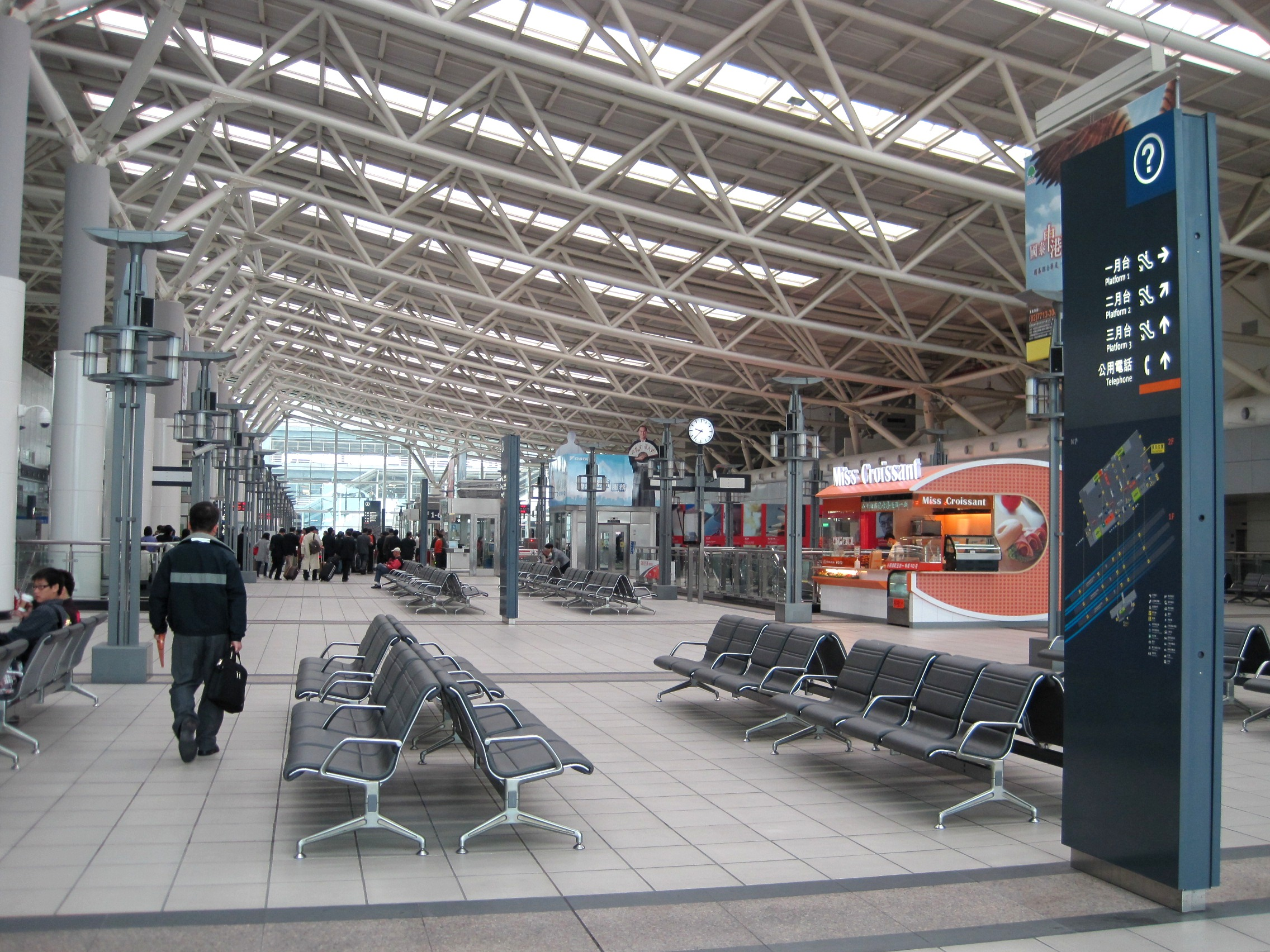
Phòng chờ ga THSR Zuoying
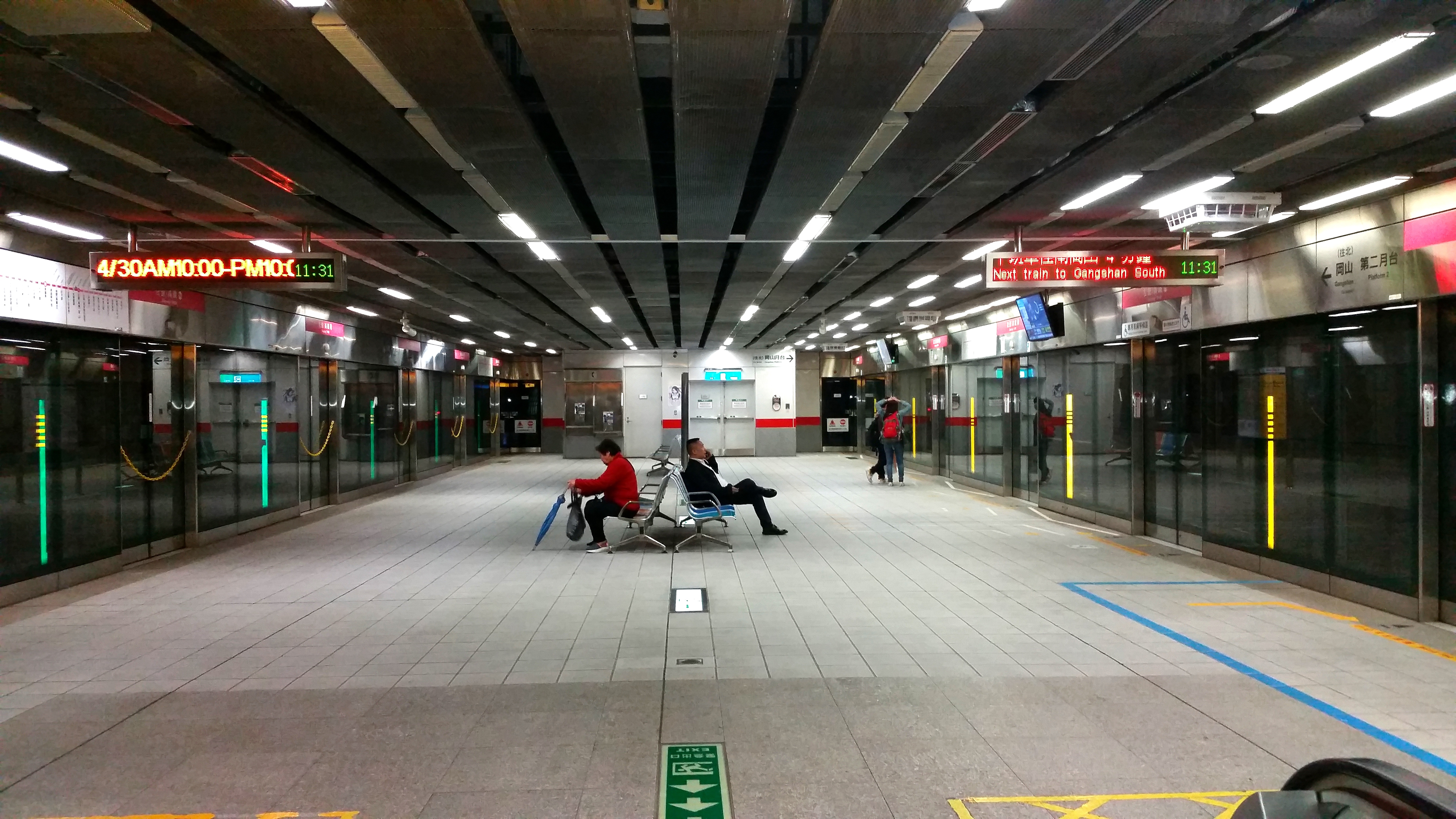
Sân ga MRT Zuoying/THSR
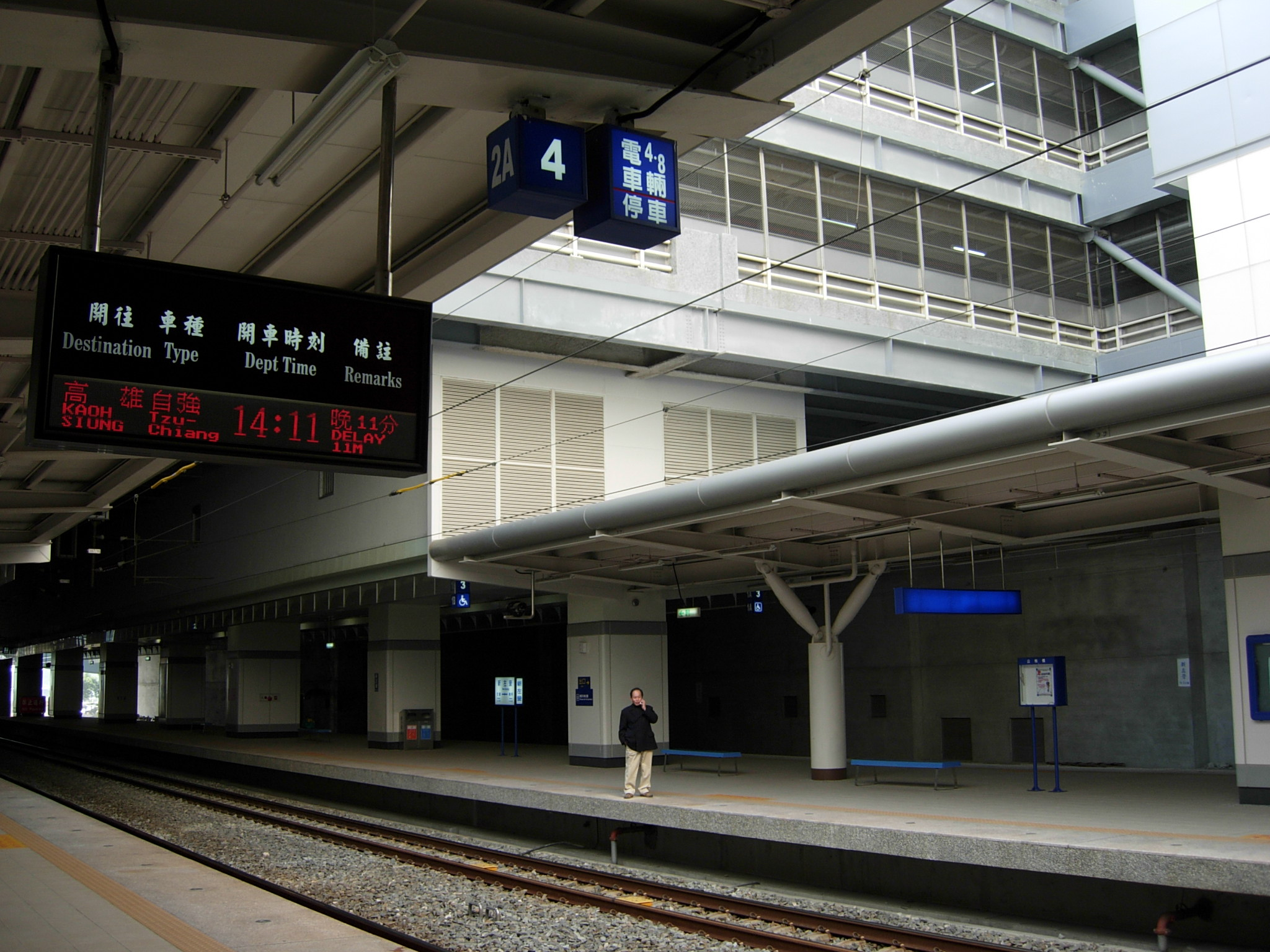
Sân ga TRA
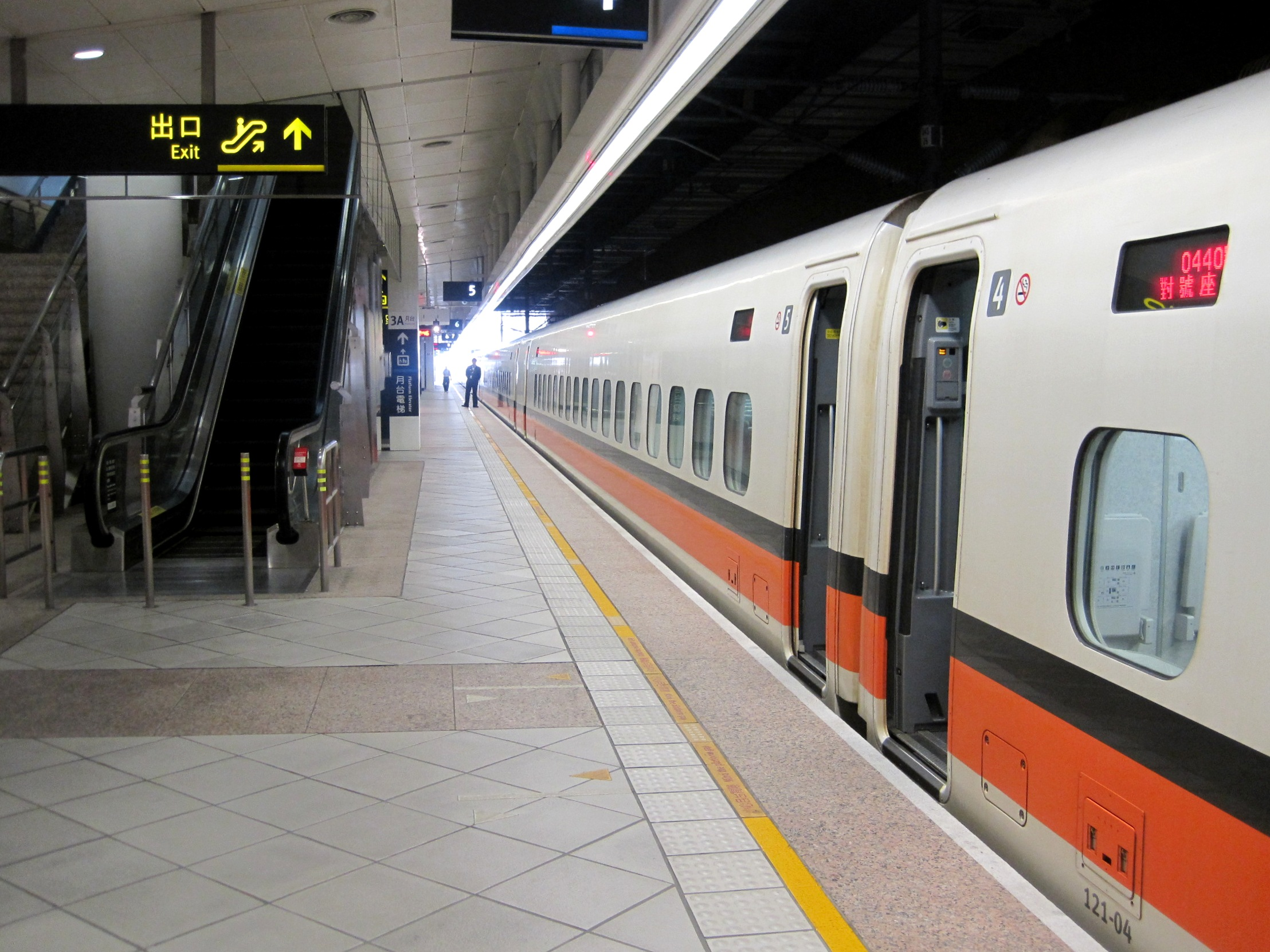
Sân ga THSR